# 卜世昌
卜世昌，元朝洛阳人。
卜世昌在金朝担任河南孔目官。蒙哥南征，卜世昌率众归附蒙古，蒙古帝国授任他为镇抚，统民兵二千户，升任为真定路管民万户。1256年，登记河北民迁徙河南的百姓三千余人，命令卜世昌独自统辖，于是定居汴梁。其子卜天璋。